# Edward Dent
Edward Joseph Dent (Ribston, 6 de julho de 1876 - Londres, 22 de agosto de 1957) foi um musicólogo, escritor, professor e crítico musical do Reino Unido.
Estudou na Universidade de Cambridge, onde se tornou professor entre 1926 e 1941. Presidente da International Society for Contemporary Music desde sua fundação até 1938, e administrador da Sadler's Wells Opera, para a qual traduziu muitos libretos de óperas. Escreveu livros importantes sobre Alessandro Scarlatti, Ferruccio Busoni, Georg Friedrich Händel, a ópera inglesa e as óperas de Wolfgang Amadeus Mozart.